# 2007-es Formula–1 belga nagydíj
A belga nagydíj volt a 2007-es Formula–1 világbajnokság tizennegyedik futama.

## Időmérő edzés
Kimi Räikkönen az időmérő edzés harmadik szakaszában 1:45,994-es időt futott, megszerezte a pole-t Massa, Alonso és Hamilton előtt.
| Hely | Versenyző            | Csapat/Motor       | 1. rész  | 2. rész   | 3. rész   |
| ---- | -------------------- | ------------------ | -------- | --------- | --------- |
| 1    | Kimi Räikkönen       | Ferrari            | 1:46.242 | 1:45.070  | 1:45.994  |
| 2    | Felipe Massa         | Ferrari            | 1:46.060 | 1:45.173  | 1:46.011  |
| 3    | Fernando Alonso      | McLaren-Mercedes   | 1:46.058 | 1:45.442  | 1:46.091  |
| 4    | Lewis Hamilton       | McLaren-Mercedes   | 1:46.437 | 1:45.132  | 1:46.406  |
| 5    | Nico Rosberg         | Williams-Toyota    | 1:46.950 | 1:46.469  | 1:47.334  |
| 6    | Nick Heidfeld        | BMW Sauber         | 1:46.923 | 1:45.994  | 1:47.409  |
| 7    | Mark Webber          | Red Bull-Renault   | 1:47.084 | 1:46.426  | 1:47.524  |
| 8    | Jarno Trulli         | Toyota             | 1:47.143 | 1:46.480  | 1:47.798  |
| 9    | Heikki Kovalainen    | Renault            | 1:46.971 | 1:46.240  | 1:48.505  |
| 10   | Ralf Schumacher      | Toyota             | 1:47.300 | 1:46.618  |           |
| 11   | David Coulthard      | Red Bull-Renault   | 1:47.340 | 1:46.800  |           |
| 12   | Jenson Button        | Honda              | 1:47.474 | 1:46.955  |           |
| 13   | Vitantonio Liuzzi    | Toro Rosso-Ferrari | 1:47.576 | 1:47.115  |           |
| 14   | Robert Kubica        | BMW Sauber         | 1:46.707 | 1:45.885  | 1:46.996* |
| 15   | Alexander Wurz       | Williams-Toyota    | 1:47.522 | 1:47.394  |           |
| 16   | Sebastian Vettel     | Toro Rosso-Ferrari | 1:47.581 |           |           |
| 17   | Rubens Barrichello   | Honda              | 1:47.954 |           |           |
| 18   | Szató Takuma         | Super Aguri-Honda  | 1:47.980 |           |           |
| 19   | Adrian Sutil         | Spyker-Ferrari     | 1:48.044 |           |           |
| 20   | Anthony Davidson     | Super Aguri-Honda  | 1:48.199 |           |           |
| 21   | Jamamoto Szakon      | Spyker-Ferrari     | 1:49.557 |           |           |
| 22   | Giancarlo Fisichella | Renault            | 1:47.143 | 1:46.603* |           |

## Futam
Az első négy a rajtsorrendnek megfelelően ért célba. Fisichella, Vettel, Coulthard, Wurz és Button technikai probléma miatt nem tudta befejezni a versenyt. A további pontszerzők Heidfeld, Rosberg, Webber és Kovalainen voltak. Massa 1:48,036-os idővel futotta a verseny leggyorsabb körét. A McLaren-Ferrari kémbotrány végeredményét ezen a versenyen hozták nyilvánosságra, melynek értelmében a McLarent kizárták a 2007. évi konstruktőri bajnokságból. A Ferrari kettős győzelme után ezzel megszerezte a 2007-es konstruktőri bajnoki címet.
A két McLarenes között a különbség 2 pontra csökkent.
| Helyezés | #  | Versenyző            | Csapat/Motor       | Futott körök | Idő/Kiesés oka  | Rajthely | Pontszám |
| -------- | -- | -------------------- | ------------------ | ------------ | --------------- | -------- | -------- |
| 1        | 6  | Kimi Räikkönen       | Ferrari            | 44           | 1h20:39.066     | 1        | 10       |
| 2        | 5  | Felipe Massa         | Ferrari            | 44           | + 4.695         | 2        | 8        |
| 3        | 1  | Fernando Alonso      | McLaren-Mercedes   | 44           | + 14.343        | 3        | 6        |
| 4        | 2  | Lewis Hamilton       | McLaren-Mercedes   | 44           | + 23.615        | 4        | 5        |
| 5        | 9  | Nick Heidfeld        | BMW Sauber         | 44           | + 51.879        | 6        | 4        |
| 6        | 16 | Nico Rosberg         | Williams-Toyota    | 44           | + 1:16.876      | 5        | 3        |
| 7        | 15 | Mark Webber          | Red Bull-Renault   | 44           | + 1:20.639      | 7        | 2        |
| 8        | 4  | Heikki Kovalainen    | Renault            | 44           | + 1:25.106      | 9        | 1        |
| 9        | 10 | Robert Kubica        | BMW Sauber         | 44           | + 1:25.661      | 14       |          |
| 10       | 11 | Ralf Schumacher      | Toyota             | 44           | + 1:28.574      | 10       |          |
| 11       | 12 | Jarno Trulli         | Toyota             | 44           | + 1:43.653      | 8        |          |
| 12       | 18 | Vitantonio Liuzzi    | Toro Rosso-Ferrari | 43           | + 1 Kör         | 13       |          |
| 13       | 8  | Rubens Barrichello   | Honda              | 43           | + 1 Kör         | 17       |          |
| 14       | 20 | Adrian Sutil         | Spyker-Ferrari     | 43           | + 1 Kör         | 19       |          |
| 15       | 22 | Szató Takuma         | Super Aguri-Honda  | 43           | + 1 Kör         | 18       |          |
| 16       | 23 | Anthony Davidson     | Super Aguri-Honda  | 43           | + 1 Kör         | 20       |          |
| 17       | 21 | Jamamoto Szakon      | Spyker-Ferrari     | 43           | + 1 Kör         | 21       |          |
| Kiesett  | 7  | Jenson Button        | Honda              | 36           | Hidraulika      | 12       |          |
| Kiesett  | 17 | Alexander Wurz       | Williams-Toyota    | 34           | Üzemanyagnyomás | 15       |          |
| Kiesett  | 14 | David Coulthard      | Red Bull-Renault   | 29           | Hidraulika      | 11       |          |
| Kiesett  | 19 | Sebastian Vettel     | Toro Rosso-Ferrari | 8            | Kormánymű       | 16       |          |
| Kiesett  | 3  | Giancarlo Fisichella | Renault            | 1            | Felfüggesztés   | 22       |          |

## A világbajnokság élmezőnyének állása a futam után
| H  | Versenyzők           | Pont | H  | Konstruktőrök     | Pont    |
| -- | -------------------- | ---- | -- | ----------------- | ------- |
| 1  | Lewis Hamilton       | 97   | 1  | Ferrari           | 161     |
| 2  | Fernando Alonso      | 94   | 2  | BMW Sauber        | 90      |
| 3  | Kimi Räikkönen       | 84   | 3  | Renault           | 35      |
| 4  | Felipe Massa         | 77   | 4  | Williams-Toyota   | 28      |
| 5  | Nick Heidfeld        | 56   | 5  | Red Bull-Renault  | 18      |
| 6  | Robert Kubica        | 33   | 6  | Toyota            | 12      |
| 7  | Heikki Kovalainen    | 22   | 7  | Super Aguri-Honda | 4       |
| 8  | Giancarlo Fisichella | 17   | 8  | Honda             | 2       |
| 9  | Nico Rosberg         | 15   | 9  |                   |         |
| 10 | Alexander Wurz       | 13   | 10 |                   |         |
| 11 | Mark Webber          | 10   | 11 | McLaren-Mercedes  | Kizárva |

1. ↑  Ipari kémkedés miatt, kizárták a csapatot.

## Statisztikák
Vezető helyen:
- Kimi Räikkönen: 42 (1-15 / 17-31 / 33-44)
- Felipe Massa: 2 (16 / 32)

Kimi Räikkönen 13. győzelme, 14. pole-pozíciója, Felipe Massa 7. leggyorsabb köre.
- Ferrari 199. győzelme.